# Montagrier
Montagrier (okcitansko Mont Agrier) je naselje in občina v francoskem departmaju Dordogne regije Akvitanije. Leta 2008 je naselje imelo 506 prebivalcev.

## Geografija
Kraj leži v pokrajini Périgord ob reki Dronne, 26 km severozahodno od Périgueuxa.

## Uprava
Montagrier je sedež istoimenskega kantona, v katerega so poleg njegove, vključene še občine Celles, Chapdeuil, Creyssac, Douchapt, Grand-Brassac, Paussac-et-Saint-Vivien, Saint-Just, Saint-Victor, Segonzac in Tocane-Saint-Apre s 4.731 prebivalci.
Kanton Montagrier je sestavni del okrožja Périgueux.

## Zanimivosti
- romanska cerkev sv. Magdalene iz 11. in 12. stoletja,
- mestna vrata la porte Wiridel, ostanek nekdanjega mestnega obzidja iz 14. stoletja,
- le Moulin du Pont na reki Dronne,
- le Château de Gouyas.

- Cerkev sv. Magdalene
- La porte Wiridel
- Le Moulin du Pont
- Le château de Gouyas

## Pobratena mesta
- Lanoraie (Quebec, Kanada);